# Eulepidotis albistriga
Eulepidotis albistriga är en fjärilsart som beskrevs av William Schaus 1911. Eulepidotis albistriga ingår i släktet Eulepidotis och familjen nattflyn. Inga underarter finns listade i Catalogue of Life.